# Антониха (Владимирская область)
Антониха — исчезнувшая деревня в Гороховецком районе Владимирской области России.

## География
Урочище находится в восточной части области, в зоне хвойно-широколиственных лесов, на правом берегу реки Ингири, на расстоянии 39 километров (по прямой) к юго-востоку от города Гороховец, административного центра района. Абсолютная высота — 123 метра над уровнем моря.

### Климат
Климат характеризуется как умеренно континентальный. Средняя температура воздуха самого холодного месяца (января) — −11,2 °C (абсолютный минимум — −45 °С), средняя температура воздуха самого тёплого месяца (июля) — +18,4 °С (абсолютный максимум — +38 °С). Безморозный период длится около 139 дней. Годовое количество атмосферных осадков составляет около 556 мм, из которых 387 мм выпадает в период с апреля по октябрь. Снежный покров держится в среднем около 149 дней.

## История
В «Списке населенных мест Владимирской губернии по сведениям 1859 года» населённый пункт упомянут как владельческая деревня Гороховецкого уезда, расположенная в 42 верстах от уездного города. В деревне насчитывалось 16 дворов и проживало 123 человека (63 мужчины и 60 женщин).
По состоянию на 1905 год, в Антонихе имелось 35 дворов и проживало 230 человек. В административном отношении деревня входила в состав Святской волости.
По данным 1926 года, в деревне имелось 37 крестьянских хозяйств и проживало 204 человека (88 мужчин и 116 женщин). Являлась частью Волгихинского сельсовета Татаровской волости Муромского уезда.